# 수원광교박물관
수원광교박물관은 경기도 수원시에 있는 박물관이다.
수원광교박물관은 광교신도시 조성 시 출토되었던 유물들을 중심으로 광교의 역사를 한 눈에 볼 수 있는 '광교 역사문화실'과 한국 현대사의 정치·사회·문화 등 다방면에 걸친 기증사료가 전시된 '소강 민관식실', 충무공 이순신과 독도를 포함한 영토 관련 그리고 일제 침략사에 관한 다양한 기증유물로 이루어진 '사운 이종학실'로 구성되어 있다. 수원광교박물관은 심온선생묘와 혜령군 묘 등의 역사유적지와 함께 광교 역사공원 내에 위치하여 배움과 휴식을 동시에 취할 수 있는 120만 수원시민의 문화공간이다.

## 연혁
- 2011.05.16 수원광교박물관 공간 배치계획 수립
- 2012.05.31 수원광교박물관 착공
- 2012.10.11 수원광교박물관 준공
- 2013.10.28 시설물 인수인계
- 2014.03.07 수원광교박물관 개관

## 시설 현황
- 1층: 안내데스크, 광교 역사문화실, 어린이체험실, 카페테리아, 화장실, 다목적실, 사무실
- 2층: 소강실, 사운실, 휴게공간, 화장실, 수유실

## 관람 안내
- 관람시간 : 오전 9시 ~ 오후 6시
- 매표시간: 오전 9시 ~ 오후 5시 (관람종료 1시간전)

휴관일
- 매달 첫째 월요일에만 휴관
- 그밖에 시장이 정하는 휴관일